# Кубок Солідарності АФК 2016
Кубок Солідарності АФК — перший розіграш міжнародного футбольного турніру під егідою АФК серед національних збірних команд країн зони АФК. Проходив з 2 по 15 листопада 2016 року в Малайзії.
Турнір був організований АФК замість скасованого Кубок виклику АФК, останній розіграш якого відбувся 2014 року.
У цьому турнірі отримали право взяти участь 9 збірних. Шість збірних отримали можлиість взяти участь у турнірі після поразок у першому раунді кваліфікації Чемпіонату світу 2018/Кубку Азії АФК 2019, в той же час три команди взяли участь у змаганні після поразки другого раунду Кубку Азії АФК 2019. Проте Пакистан та Бангладеш відмовилися від участі, тому в першому розіграші Кубку Солідарності АФК взяло участь 7 збірних.

## Команди, які кваліфікувалися на турнір
Наступні 6 команд кваліфікувалися для участі в турнірі після поразки в першому раунді кваліфікації Чемпіонату світу 2018/Кубку Азії АФК 2019:
- Бруней
- Макао
- Монголія
- Непал
- Пакистан
- Шрі-Ланка

Наступні 3 команди кваліфікувалися для участі в турнірі після поразки в другому раунді Кубку Азії АФК 2019:
- Поразка в плей-оф 2.1:  Лаос
- Поразка в плей-оф 2.2:  Бангладеш
- Поразка в плей-оф 2.3:  Східний Тимор

## Стадіон
Поєдинки проходили в Кучингу на «Саравак Стедіум» та «Саравак Стейт Стедіум».

## Посів
Жеребкування відбулося 8 вересня 2016 року о 15:00 за місцевим часом (UTC+8) в будинку АФК, який знаходиться в Куала-Лумпурі.
Посів базувався на рейтинзі ФІФА станом на вересень 2016 року. Оскільки жеребкування відбулося до проведення 2-го раунду плей-оф кваліфікаційного турніру Кубку АФК 2019, та імена учасників 2-го раунду, а також кількість команд, які будуть брати участь у новому розіграші змагання
| Кваліфікувалися як                                                 | Кошик | Команда       | Рейтинг ФІФА |
| ------------------------------------------------------------------ | ----- | ------------- | ------------ |
| програли в першому раунді кваліфікації Чемпіонату світу 2018 (АФК) | Pot 1 | Непал         | 188          |
| програли в першому раунді кваліфікації Чемпіонату світу 2018 (АФК) | Pot 1 | Шрі-Ланка     | 193          |
| програли в першому раунді кваліфікації Чемпіонату світу 2018 (АФК) | Pot 2 | Пакистан      | 194          |
| програли в першому раунді кваліфікації Чемпіонату світу 2018 (АФК) | Pot 2 | Макао         | 195          |
| програли в першому раунді кваліфікації Чемпіонату світу 2018 (АФК) | Pot 3 | Бруней        | 198          |
| програли в першому раунді кваліфікації Чемпіонату світу 2018 (АФК) | Pot 3 | Монголія      | 202          |
| програли в другому раунді кваліфікації Чемпіонату світу 2018 (АФК) | Pot 4 | Лаос          | 177          |
| програли в другому раунді кваліфікації Чемпіонату світу 2018 (АФК) | Pot 4 | Бангладеш     | 183          |
| програли в другому раунді кваліфікації Чемпіонату світу 2018 (АФК) | Pot 4 | Східний Тимор | 186          |

Notes
1. ↑  Пакистан знявся після жеребкування.'"`UNIQ--ref-00000012-QINU`"'
2. ↑  Оскільки Бутан не підтвердив участь в турнірі до початку його розіграшу, щоб забезпечити мінімальну кількість команд, які програли в раунді плей-оф 2.2, тому збірна потрапила 5-ю до групи А.'"`UNIQ--ref-00000014-QINU`"' Бангладеш вилетіла після поразки в раунді плей-оф.'"`UNIQ--ref-00000015-QINU`"'

## Склади
Кожна з команд-учасниць повинна була мати список принаймні з 18—23 гравців, три з яких — воротарі.

## Груповий етап
Формат турніру зазнав змін, через зміну кількості команд-учасниць. У разі участі 9-и команд, вони мали бути розділені на 2 групи, переможці яких повинні були вийти до фіналу. В разі, якщо в турнірі взяли б участь 8 команд, то переможці груп та збірні, які зайняли 2-гі місця, вийшли б до півфіналу. Проте в турнірі взяли участь лише 7 збірних, тому до півфіналу вийшли по 2 найкращі команди з кожної групи.

### Регламент
Рейтинг збірних визначається за системою очок (3 — за перемогу, 1 — за нічию та 0 — в разі поразки). Якщо команди набрали однакову кількість очок, сильніший визначається за наступними показниками:
1. Найбільша кількість набраних очок;
2. Найкраща різниця забитих і пропущених м'ячів;
3. Найбільша кількість забитих м'ячів на груповому етапі;
4. Якщо після застосування пунктів 1—3 показники команд однакові, тоді пункти 1—3 застосовуються повторно, але виключно до матчів між відповідними командами для визначення їх остаточного місця. Якщо ця процедура не дозволяє визначити сильнішого, застосовуються пункти 5—9;
5. Різниця забитих та пропущених м'ячів на груповому етапі;
6. Найбільша кількість забитих м'ячів на груповому етапі;
7. Післяматчеві пенальті, якщо сперечаються лише дві команди, й вони знаходяться одночасно на футбольному полі;
8. Максимальна оцінка розраховується за кількістю жовтих та червоних карт, отриманих у матчах групового етапу (1 бал за одну жовту картку, 3 бали за червону картку внаслідок двох жовтих карт, 3 бали за «пряму» червону картку, 4 бали за жовту картку, після якої була показана червона картка);
9. Жеребкування.

В усіх матчах вказано місцевий малазійський час (UTC+8).

### Група A
| Поз | Команда       | І | В | Н | П | ГЗ | ГП | РГ | О | Кваліфікація |
| --- | ------------- | - | - | - | - | -- | -- | -- | - | ------------ |
| 1   | Непал         | 2 | 1 | 1 | 0 | 3  | 0  | +3 | 4 | Плей-оф      |
| 2   | Бруней        | 2 | 1 | 0 | 1 | 4  | 3  | +1 | 3 | Плей-оф      |
| 3   | Східний Тимор | 2 | 0 | 1 | 1 | 0  | 4  | −4 | 1 |              |
| 4   | Бангладеш     | 0 | 0 | 0 | 0 | 0  | 0  | 0  | 0 | Withdrew     |
| 5   | Пакистан      | 0 | 0 | 0 | 0 | 0  | 0  | 0  | 0 | Withdrew     |

| 2 листопада 2016 19:30                        | \| Бруней \| 4:0 Звіт \| Східний Тимор \| \| Азван А. 63', 69' Шахразен 71' (пен.) Аді 80' \| Голи \| \| | Саравак Стедіум, Кучинг Глядачів: 100 Арбітр: Паям Хейдарі (Іран) |
| Бруней                                        | 4:0 Звіт                                                                                                 | Східний Тимор                                                     |
| Азван А. 63', 69' Шахразен 71' (пен.) Аді 80' | Голи |                                                                   |

| 5 листопада 2016 19:30 | \| Східний Тимор \| 0:0 Звіт \| Непал \| | Саравак Стедіум, Кучинг Глядачів: 315 Арбітр: Сауд Алі Аль-Абда (Катар) |
| Східний Тимор          | 0:0 Звіт                                 | Непал                                                                   |

| 8 листопада 2016 19:30                   | \| Непал \| 3:0 Звіт \| Бруней \| \| Наваюнг 45+2' Бхарат 72' Бімал 80'(пен.) \| Голи \| \| | Саравак Стедіум, Кучинг Глядачів: 210 Арбітр: Мохаммед Аль-Хоїш (Саудівська Аравія) |
| Непал                                    | 3:0 Звіт                                                                                    | Бруней                                                                              |
| Наваюнг 45+2' Бхарат 72' Бімал 80'(пен.) | Голи                                                                                        |                                                                                     |

### Група B
| Поз | Команда   | І | В | Н | П | ГЗ | ГП | РГ | О | Кваліфікація |
| --- | --------- | - | - | - | - | -- | -- | -- | - | ------------ |
| 1   | Макао     | 3 | 2 | 1 | 0 | 7  | 3  | +4 | 7 | Плей-оф      |
| 2   | Лаос      | 3 | 2 | 0 | 1 | 6  | 5  | +1 | 6 | Плей-оф      |
| 3   | Монголія  | 3 | 1 | 0 | 2 | 3  | 5  | −2 | 3 |              |
| 4   | Шрі-Ланка | 3 | 0 | 1 | 2 | 2  | 5  | −3 | 1 |              |

| 3 листопада 2016 16:30 | \| Шрі-Ланка \| 1:2 Звіт \| Лаос \| \| Ашикур 90+3' \| Голи \| Мукда 58' Хамфанх 83' \| | Саравак Стейт Стедіум, Кучинг Глядачів: 100 Арбітр: Мохаммед Аль-Хоїш (Саудівська Аравія) |
| Шрі-Ланка              | 1:2 Звіт                                                                                | Лаос                                                                                      |
| Ашикур 90+3'           | Голи                                                                                    | Мукда 58' Хамфанх 83'                                                                     |

| 3 листопада 2016 19:30 | \| Макао \| 2:1 Звіт \| Монголія \| \| Нікі Торрау 14' (75) \| Голи \| Тугулдур 29' \| | Саравак Стедіум, Кучинг Глядачів: 90 Арбітр: Дженсен Фу (Сінгапур) |
| Макао                  | 2:1 Звіт                                                                               | Монголія                                                           |
| Нікі Торрау 14' (75)   | Голи                                                                                   | Тугулдур 29'                                                       |

| 6 листопада 2016 16:30 | \| Лаос \| 1:4 Звіт \| Макао \| \| Хамфанх 3' \| Голи \| Ляо Пак Кін 21' Леонг Ка Хань 67' Нікі Торрау 79', 87' \| | Саравак Стейт Стедіум, Кучинг Глядачів: 67 Арбітр: Кім Ву Сан (Південна Корея) |
| Лаос                   | 1:4 Звіт | Макао                                                                          |
| Хамфанх 3'             | Голи | Ляо Пак Кін 21' Леонг Ка Хань 67' Нікі Торрау 79', 87'                         |

| 6 листопада 2016 19:30          | \| Монголія \| 2:0 Звіт \| Шрі-Ланка \| \| Ньям-Осорин 50'(пен.) 66'(пен.) \| Голи \| \| | Саравак Стейт Стедіум, Кучинг Глядачів: 226 Арбітр: Мухаммед Назмі Насаруддін (Малайзія) |
| Монголія                        | 2:0 Звіт                                                                                 | Шрі-Ланка                                                                                |
| Ньям-Осорин 50'(пен.) 66'(пен.) | Голи                                                                                     |                                                                                          |

| 9 листопада 2016 19:30 | \| Шрі-Ланка \| 1:1 Звіт \| Макао \| \| Ішан 5' \| Голи \| Чу Венг Ху 86' \| | Саравак Стейт Стедіум, Кучинг Глядачів: 93 Арбітр: Паям Хейдарі (Іран) |
| Шрі-Ланка              | 1:1 Звіт                                                                     | Макао                                                                  |
| Ішан 5'                | Голи                                                                         | Чу Венг Ху 86'                                                         |

| 9 листопада 2016 19:30 | \| Монголія \| 0:3 Звіт \| Лаос \| \| \| Голи \| Сізідез 7'(пен.) Хуанта 21' Ксайсонгхам 83' \| | Саравак Стедіум, Кучинг Глядачів: 321 Арбітр: Сауд Алі Аль-Абда (Катар) |
| Монголія               | 0:3 Звіт                                                                                        | Лаос                                                                    |
|                        | Голи                                                                                            | Сізідез 7'(пен.) Хуанта 21' Ксайсонгхам 83'                             |

## Плей-оф
На етапі плей-оф, щоб визначити переможця, за потреби, можуть використовувати додатковий час та серії післяматчевих пенальті.

### Сітка
|  | Півфінали             | Півфінали |                       |       | Фінал | Фінал |
|  |                       |           |                       |       |       |       |
|  | 12 листопада – Кучинг |           |                       |       |       |       |
|  |                       |           |                       |       |       |       |
|  | Непал (пен.)          | 2 (3)     |                       |       |       |       |
|  | Непал (пен.)          | 2 (3)     | 15 листопада — Кучинг |       |       |       |
|  | Лаос                  | 2 (0)     |                       |       |       |       |
|  | Лаос                  | 2 (0)     | Непал                 | 1     |       |       |
|  | 12 листопада — Кучинг |           | Непал                 | 1     |       |       |
|  |                       | Макао     | 0                     |       |       |       |
|  | Макао (пен.)          | Макао     | 0                     | 1 (4) |       |       |
|  | Макао (пен.)          |           |                       | 1 (4) |       |       |
|  | Бруней                | 1 (3)     |                       |       |       |       |
|  | Бруней                | 1 (3)     | Фінал                 |       |       |       |
|  |                       |           |                       |       |       |       |
|  | 14 листопада — Кучинг |           |                       |       |       |       |
|  |                       |           |                       |       |       |       |
|  | Лаос                  | 3         |                       |       |       |       |
|  | Лаос                  | 3         |                       |       |       |       |
|  | Бруней                | 2         |                       |       |       |       |

### Півфінали
| 12 листопада 2016 16:45 | \| Непал \| 2:2 д.ч., пен. 3:0 Звіт \| Лаос \| \| Бімал 47' Ананта 104' \| Голи \| Ксайсонгхам 18', 117' \| \| Хеман · Бікрам · Суджал \| Пенальті \| Бунлієн · Сітзідез · Чантафон \| | Саравак Стейт Стедіум, Кучинг Глядачів: 117 Арбітр: Дженсен Фу (Сінгапур) |
| Непал                   | 2:2 д.ч., пен. 3:0 Звіт | Лаос                                                                      |
| Бімал 47' Ананта 104'   | Голи | Ксайсонгхам 18', 117'                                                     |
| Хеман · Бікрам · Суджал | Пенальті | Бунлієн · Сітзідез · Чантафон                                             |

| 12 листопада 2016 19:30            | \| Макао \| 1:1 д.ч., пен. 4:3 Звіт \| Бруней \| \| Леонг Ка Ханг 59' \| Голи \| Шахразін 27' \| \| Н.Торрау · Леонг Ка Ханг · Чан Ман \| Пенальті \| Фаик · Шахразін · Росмін · Анвар С. · Маудуді \| | Саравак Стедіум, Кучинг Глядачів: 331 Арбітр: Кім Ву Сунг (Південна Корея) |
| Макао                              | 1:1 д.ч., пен. 4:3 Звіт | Бруней                                                                     |
| Леонг Ка Ханг 59'                  | Голи | Шахразін 27'                                                               |
| Н.Торрау · Леонг Ка Ханг · Чан Ман | Пенальті | Фаик · Шахразін · Росмін · Анвар С. · Маудуді                              |

### Матч за 3-тє місце
| 14 листопада 2016 19:30                     | \| Лаос \| 3:2 Звіт \| Бруней \| \| Кеов'єнгхет 6' Сітзідез 53' Ксайсонгхам 82' \| Голи \| Шахразін 24', 55' \| | Саравак Стедіум, Кучинг Глядачів: 257 Арбітр: Мухаммад Назмі Насаруддін (Малайзія) |
| Лаос                                        | 3:2 Звіт | Бруней                                                                             |
| Кеов'єнгхет 6' Сітзідез 53' Ксайсонгхам 82' | Голи | Шахразін 24', 55'                                                                  |

### Фінал
| 15 листопада 2016 19:30 | \| Непал \| 1:0 Звіт \| Макао \| \| Суджал 29' \| Голи \| \| | Саравак Стедіум, Кучинг Глядачів: 157 Арбітр: Паям Хейдарі (Іран) |
| Непал                   | 1:0 Звіт                                                     | Макао                                                             |
| Суджал 29'              | Голи                                                         |                                                                   |

Через відмову від участі Гуаму та дискваліфікацію Кувейту АФК вирішило замінити їх Непалом та Макао, майбутніми фіналістами Кубку Солідарності АФК 2016, які повернулися для участі в кваліфікації Кубку Азії АФК 2019 в якості заміни двох вище вказаних збірних, й таким чином вони приєдналися до ще 24-х збірних в третьому раунді вище вказаного турніру.

### Переможці
| Переможець Кубку Солідарності АФК 2016 |
| -------------------------------------- |
| Непал Перший титул                     |

### Нагороди
По завершенні турніру були вручені наступні нагороди:
| Найкращий бомбардир | Найцінніший гравець | Нагорода Fair Play |
| ------------------- | ------------------- | ------------------ |
| Шахразен Саїд       | Леонг Ка Ханг       | Лаос               |

### Бомбардири
4 голи
- Шахразін Саїд
- Ксайсонгхам Чапонг
- Нікі Торрау

2 голи
- Азван Алі Рахман
- Кампанх Сонзаналай
- Сітзідез Хантавонг
- Леонг Ка Ханг
- Наранболд Н'яч-Осор
- Бімал Магар

1 гол
- Аді Саїд
- Кеов'єнгфетх Лізідез
- Хуанта Сівонгзонг
- Мукда Суксаваз
- Чой Венг Ху
- Лао Пак Кін
- Мунх-Ердене Тугулдур
- Ананта Таманг
- Бхарат Хавас
- Наваюг Шрестха
- Суджал Шрестха
- Асікур Рахуман
- Кавінду Ішан